# Trismegistia monodii
Trismegistia monodii är en bladmossart som beskrevs av Hisatsugu Ando 1973 [1974. Trismegistia monodii ingår i släktet Trismegistia och familjen Sematophyllaceae. Inga underarter finns listade i Catalogue of Life.